# Can l'Illa
Can l'Illa és una obra del municipi de Castellar del Vallès (Vallès Occidental) inclosa en l'Inventari del Patrimoni Arquitectònic de Catalunya.

## Descripció
La masia de l'Illa, Castellar del Vallès, presenta unes característiques arquitectòniques marcades per la irregularitat dels seus cossos juxtaposats i que dona com a resultat una tipologia atípica, quedant al marge de les característiques estructurals dels grups englobats en la denominació de «masies clàssiques» i les seves subdivisions.
El cos principal de l'estructura inicial presenta una teulada d'escàs ràfec, a dos desnivells i a un sol aiguavés, amb carener perpendicular a la façana, finestres emmarcades en la primera i segona planta. Totes les obertures presenten dintell.
A la part corresponent a la crugia dreta s'ha afegit un altre cos al que s'accedeix per l'interior de l'habitatge i, ensems un altre cos, de mides més reduïdes, s'adossa al cos afegit, que forma un conjunt volumètric de difícil catalogació i que dona fe d'un creixement prou complex que fou adaptat a les necessitats del moment i a les dificultats del terreny. Això confirma que la masia no roman sempre com un únic edifici aïllat, sinó que sovint és fàcil veure-la rodejada d'una sèrie de construccions de major o menor importància i que són aptes per les diferents funcions agrícoles o ramaderes, essent lo més freqüent que tals annexos sorgeixin gradualment a mesura que les necessitats augmentin, resultant sovint construccions que, partint d'una tipologia clàssica, arribin a formar-ne una amalgama de cossos juxtaposats de gran complexitat que caurien en la denominació de "masies atípiques".